# Palácio de Valsaín

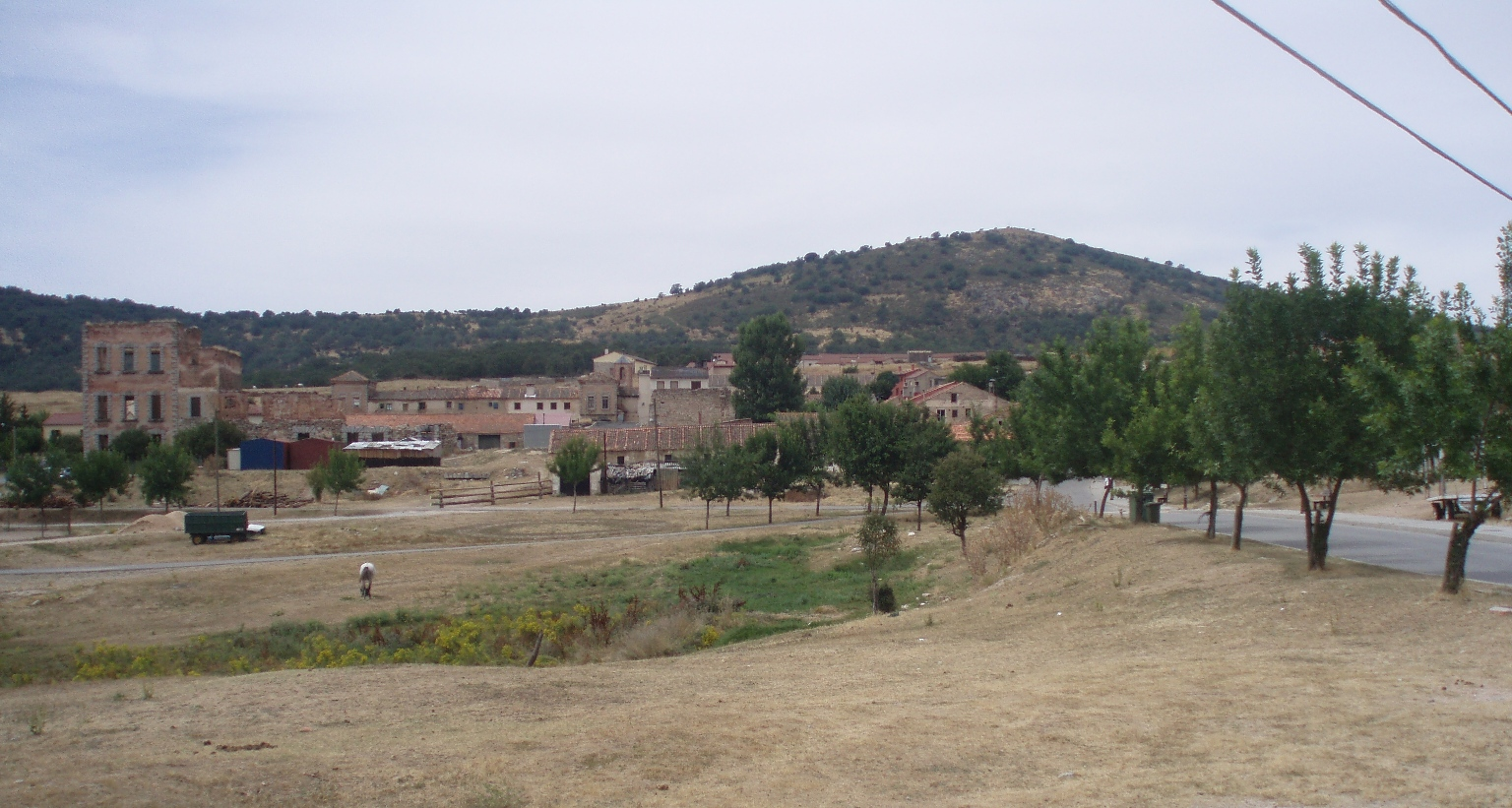
Valsaín, com as ruínas do Palacio de Valsaín à esquerda

O Palacio de Valsaín é um antigo palácio Real da Espanha, situado a norte da Serra de Guadarrama. Foi o primeiro palácio de todos os Sítios Reais (Reales Sitios), tendo tomado o nome do lugar onde se ergue, Valsaín.
Actualmente, o palácio encontra-se completamente arruinado, como pode ver-se na fotografia ao lado.

## Origens
Os estudo etimológicos não chegam a acordo quanto às origens do termo Valsaín. Existem hipóteses que apontam para uma precedência celtibera; vallis sappinus de "sapos", termo celta, que deriva do sânscrito "scipa", abeto; ou do ibero: Balsaín, que significa "posto entre penhas". Madoz e Fagoaga falam de uma origem romana do termo a partir da expressão vallis sabinorum (vale das sabinas).
Outros autores encontram a sua origem na expressão árabe wad el Abbel (vale de Abel) no nome do proprietário do vale desde a repovoação da terra de Segóvia, no ano de 1088: "val Savín".
Sem tentar saber qual destas teorias é a mais acertada, o certo é que quase todas põem em evidência que o nome do lugar expressa claramente a sua identidade geográfica e a sua principal característica: o bosque.
A presença da Coroa espanhola faz-se sentir nestes vales desde tempos remotos. Os paços tradicionais da Serra de Guadarrama, entre as duas mesetas, salpicaram estes bosques de vestígios históricos e arqueológicos. Em lugar de destaque encontra-se o antigo palácio dos Habsburgo em Valsaín e o Palacio Real de La Granja de San Ildefonso. Merecem ainda referência as ruínas da Casa do Cebo e da Casa Eraso, com a última a inspirar lendas sobre Casarás, o cavaleiro templário.

## História
Inicialmente, o palácio não devia passar de um pavilhão de caça dos Trastâmara. Desde o reinado de Afonso XI de Castela que o sítio de Valsaín era conhecido como um lugar de caça. Nas crónicas castelhanas fala-se dele como "bosque de urso e porco no Verão e às vezes no Inverno", o que levou à criação no lugar de Orhizuelo, nas margens do rio Eresma, de uma torre de caça. A grande afeição dos Trastâmara aos desportos cinegéticos e a riqueza do lugar levaram João II de Castela a ampliar a anterior construção, que nas crónicas é intitulado de "palácio"; no entanto, foi o seu filho, Henrique IV de Castela, quem converteu a construção em fortaleza, decorando-a em estilo mudéjar e ocupando-se de cercar os montes, construindo edifícios menores no limite do bosque, nos quais guardava animais exóticos (leões, um elefante e um camelo, entre outros) que gostava de reunir.
A sua denominação original parece ter sido "Casa do Bosque", a qual ainda se utilizava no tempo de Filipe II, o principal impulsionador das suas melhores estruturas.
Entre 1552 e 1556, por ordem do dito monarca, o arquitecto Gaspar de Vega realizou sobre o pavilhão primitivo uma edificação palaciana com influências flamencas. Gaspar de Vega era sobrinho de Luís de Vega, um antigo arquitecto Real da época de Carlos I. Gaspar compartilhava com outros arquitectos da Corte, como Juan Bautista de Toledo, Juan de Herrera e Covarrubias, as suas actuações em diversas construções vinculadas à Casa Real, como por exemplo no Real Alcázar de Madrid, no El Escorial e nos Reales Alcázares de Sevilla, mas parece ter sido o principal responsável pela nova configuração do Palácio de Valsaín.

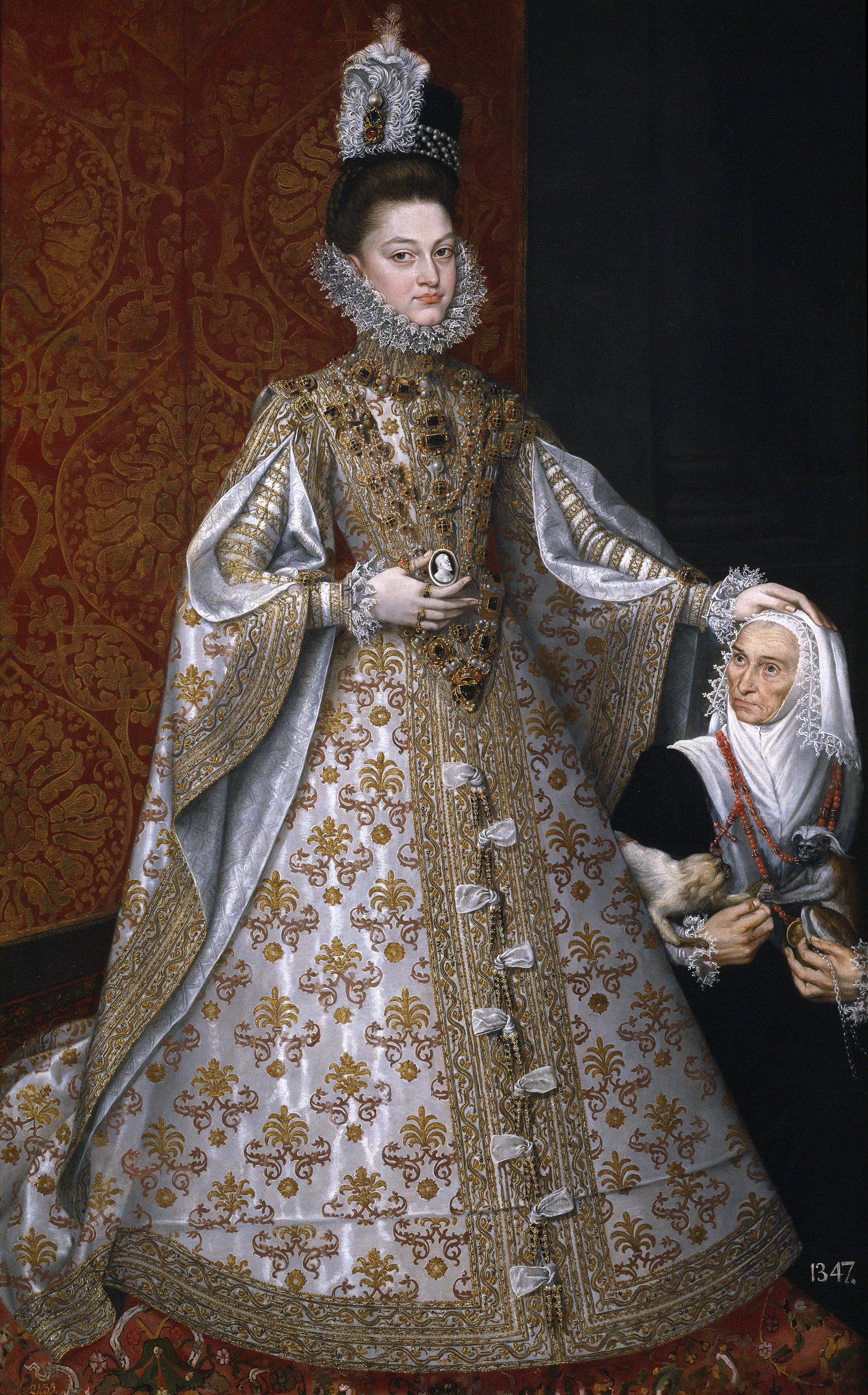
Isabel Clara Eugénia, uma Infanta de Espanha nascida no Palacio de Valsaín

A edificação organizava-se, como era tradicional naqueles tempos, em volta de um grande pátio, sendo flanqueado por torres nas esquinas. Existiam, ainda, outras estruturas adicionais que complementavam a principal (provavelmente executadas por volta de 1558). As imagens realizadas pelo artista flamenco Anton van den Wyngaerde (cerca de 1562) podem dar uma ideia do seu aspecto na época da sua conclusão. Pode apreciar-se a influência das formas flamencas que o arquitecto importou para Espanha depois das viagens que fez, por ordem do monarca, à Flandres, França e Inglaterra. Se as coberturas recordam as formas de construir flamencas, a importância das chaminés bem pode ter relação com aquelas que o arquitecto pôde ver no Château de Chambord, quando o visitou em 1556.
No Palácio de Valsaín nasceu, no dia 12 de Agosto de 1566, Isabel Clara Eugenia, fruto do matrimónio de Filipe II com Isabel de Valois, a qual receberia mais tarde, de seu pai, a soberania dos Países Baixos, onde reinou até ao seu falecimento, em Bruxelas, no ano de 1633.
Em 1570, realizaram-se no sítio de Valsaín os festejos das núpcias de Filipe II com Ana de Áustria que se levaram a cabo no próximo Alcázar de Segovia.
Depois de uma das visitas de Carlos II, em 1686, o palácio foi vítima de um grande incêndio. Ainda assim, em 1700, o Rei Carlos II e a sua esposa planeavam reconstruí-lo, mas o último soberano da Dinastia Habsburgo morreria nesse mesmo ano.
Filipe V, primeiro monarca da Dinastia Bourbon, educado na França, estava completamente influenciado por outras modas, pelo que não pensou em reconstruir o Palacio de Valsaín. Decidiu, pelo contrário, levantar um novo palácio muito próximo deste, o magnífico Palacio Real de La Granja de San Ildefonso, inspirado no Château de Versailles e mais de acordo com o seu gosto refinado. Para o novo palácio deslocou tudo o que era possível levar, deixando ao abandono e num estado ruinoso o que já fora um grande palácio.